# Instituto Nacional de Promoción Turística
El Instituto Nacional de Promoción Turística (INPROTUR) es un organismo dependiente de la Vicejefatura de Gabinete del Interior, con participación pública y privada. Fue creado por la Ley Nacional de Turismo (n.º 25 997) sancionada el 16 de diciembre de 2004 y publicada en el Boletín Oficial el 7 de enero de 2005. Por entonces, fue organizado en la jurisdicción de la Secretaría de Turismo de la Presidencia de la Nación.